# Henriette
Henriette és una població dels Estats Units a l'estat de Minnesota. Segons el cens del 2000 tenia 101 habitants.

## Demografia
Segons el cens del 2000, Henriette tenia 101 habitants, 37 habitatges, i 24 famílies. La densitat de població era de 156 habitants per km².
Dels 37 habitatges en un 45,9% hi vivien nens de menys de 18 anys, en un 35,1% hi vivien parelles casades, en un 21,6% dones solteres, i en un 35,1% no eren unitats familiars. En el 27% dels habitatges hi vivien persones soles el 5,4% de les quals corresponia a persones de 65 anys o més que vivien soles. El nombre mitjà de persones vivint en cada habitatge era de 2,73 i el nombre mitjà de persones que vivien en cada família era de 3,33.
Per edats la població es repartia de la següent manera: un 34,7% tenia menys de 18 anys, un 9,9% entre 18 i 24, un 31,7% entre 25 i 44, un 17,8% de 45 a 60 i un 5,9% 65 anys o més.
L'edat mediana era de 30 anys. Per cada 100 dones de 18 o més anys hi havia 112,9 homes.
La renda mediana per habitatge era de 28.542 $ i la renda mediana per família de 42.917 $. Els homes tenien una renda mediana de 24.167 $ mentre que les dones 16.250 $. La renda per capita de la població era de 13.312 $. Cap de les famílies i el 12,6% de la població estaven per davall del llindar de pobresa.

## Poblacions més properes
El següent diagrama mostra les poblacions més properes.